# جینا پرینس-بایدوود
جینا پرینس-بایدوود (انگلیسی: Gina Prince-Bythewood؛ زادهٔ ۱۰ ژوئن ۱۹۶۹) کارگردان فیلم و فیلم‌نامه‌نویس اهل ایالات متحده آمریکا است. از فیلم‌هایی که وی در آن نقش داشته است، می‌توان به عشق و بسکتبال و نگهبانانی از دیرباز اشاره کرد.